# Ivana de Laval
Ivana de Laval (francuski: Jeanne de Laval; Bretanja; 10. studenoga 1433. – 19. prosinca 1498.) bila je naslovna napuljska kraljica kao druga supruga "Dobrog Kralja" Renata Anžuvinca. Renato je neko vrijeme vladao Napuljem i Sicilijom.
Kraljica Ivana rođena je 1433. godine u Bretanji kao kći Gvida XIV. de Lavala, koji je bio grof Lavala. Preko majke, Izabele Bretonske, Ivana je potomak francuskog kralja Karla VI. Ludoga i Izabele Bavarske. Gvido de Laval pratio je Ivanu Orleansku.
U opatiji svetoga Nikole u Angersu, 10. rujna 1454., kralj Renato i Ivana sklopili su brak. Ivana, slatke ličnosti, bila je voljena od supruga. Premda par nije imao biološku djecu, Ivana je postala maćeha Margareti Anžuvinskoj.
Renato je bio bogat i učen čovjek, koji je mnogo volio Ivanu. Par je boravio u Provansi i Anjouu. Nakon što je Renato umro 10. srpnja 1480., mnogo novca sa imanja u Provansi i Anjouu pripalo je Ivani udovici. Kraljica udovica bila je omiljena zbog svoje ljubaznosti, a preminula je u prosincu 1498. godine. Pokopana je veoma jednostavno, bez pompe, u katedrali u Angersu.